# Бинзер, Сет
Сет Брукс Би́нзер (англ. Seth Brooks Binzer, 23 августа 1974, Бостон — 24 июня 2024, Лос-Анджелес, Калифорния) — американский музыкант, более известный как фронтмен и один из основателей рэп-рок группы Crazy Town. Бинзер также более известен под псевдонимом Шифти Шеллшок.

## Музыкальная карьера

### Crazy Town
В 1992 году Бинзер познакомился с Бретом Мазуром. Они вместе начали сотрудничать под названием The Sriggers Brimstone. К началу 1999 года они сформировали группу Crazy Town. В 2000 году группа должна была выступить в туре Ozzfest, но были вынуждены уйти через две недели после ареста Бинзера за выброшенный в окно стул.
Сингл Butterfly, созданный на основе семпла из инструментальной композиции «Pretty Little Ditty» группы Red Hot Chili Peppers, занял первое место в чарте Billboard Hot 100. В результате этого, продажи дебютного альбома The Gift of Game превысили 1,5 миллиона копий, а группа Crazy Town обрела мировую известность. Авторские отчисления коллективы разделили пополам.
Последующий альбом 2002 года Darkhorse был коммерческим провалом по сравнению с предыдущим, и Crazy Town распались вскоре после его выпуска.
Группа воссоединилась в 2007 году, впервые за пять лет выступила вживую в августе 2009 года. Третий студийный альбом The Brimstone Sluggers увидел свет в 2015 году.

### Сольная карьера

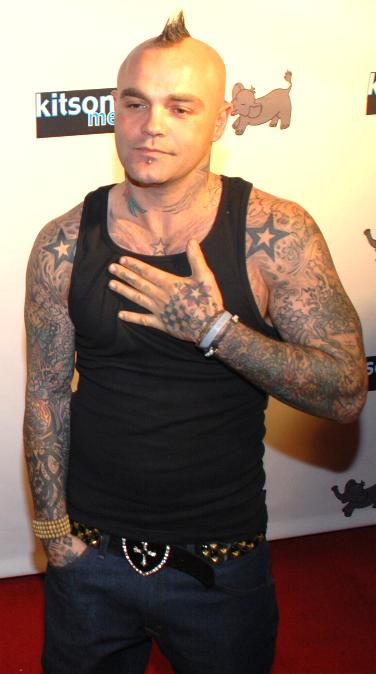
Сет Бинзер «Шифти Шеллшок» на красной дорожке в 2007 году

Во время перерыва Crazy Town, Бинзер сотрудничал с британским продюсером и музыкантом Полом Оукенфолдом, записав вокал к песне Oakenfold «Starry Eyed Surprise». Трек был для первого сольного студийного альбома Oakenfold Bunkka. В интервью американскому журналу Rolling Stone Бинзер сказал, что трек, известный как «Starry Eyed Surprise», был сочинён после того, как он встретился с Полом на шоу Crazy Town.
Я большой поклонник его музыки, и мы просто поговорили и решили, что мы должны записать совместную песню. Я уже записал для него вокал, собрались и сразу же приступили к записи и закончили его.
Сингл достиг № 6 в чарте UK Singles Chart в Великобритании и № 41 в Billboard Hot 100 в Соединённых Штатах.
Бинзер выпустил свой первый сольный альбом Happy Love Sick в 2004 году. Он выпустил два сингла с альбома: «Slide Along Side» — панъевропейский хит Шифти, который достиг № 29 в Великобритании с умеренным успехом в чартах Италии, Франции Германии, Швеции и Швейцарии. Его следующий сингл «Turning Me On» не был так успешен и не попал в чарты.

### Шифти и The Big Shots
В 2010 году Бинзер выступил в группе Shifty и The Big Shots. Они выпустили свой первый сингл «Save Me» 6 июля 2010 года и выпустили сингл «City of Angels».

## Личная жизнь
Сет Бинзер женился на Мелиссе Кларк в 2002 году. У них есть сын Хало. В 2011 году Кларк подала на развод, сославшись на непримиримые разногласия. Бинзер встречался с женщиной по имени Трейси в 2008 году. У них есть сын по имени Гейдж.
Бинзер начал отношения с Жасмин Леннард в 2010 году. 27 марта 2011 года полиция ответила на сообщение о бытовых беспорядках между парой. В видеоинтервью с TMZ Бинзер заявил, что беспорядки были просто шумовой жалобой, и что выдающийся ордер был выдан за контрнаступление на охранника, который использовал грубую силу при попытке выгнать его из клуба. Леннард и Бинзер объявили о своей помолвке в 2012 году. Бинзер был арестован в феврале 2012 года за хранение кокаина и приговорен к трёхлетнему испытательному сроку; его отношения с Леннард закончились вскоре после этого. У Бинзера и Леннард есть сын по имени Феникс. В 2013 году Леннард обратилась в калифорнийский суд с просьбой об эксклюзивном опекунстве над их сыном, заявив, что Бинзер курил крэк перед ним и однажды оставил трубу с креком в своей комнате.

### Госпитализация при коме
29 марта 2012 года Сет Бинзер был помещён в больницу после потери сознания. После выхода из комы он был выписан из больницы.

### Смерть
24 июня 2024 года Бинзер скончался в своём доме в Лос-Анджелесе в возрасте 49 лет. Причиной смерти стала случайная передозировка наркотиками.

## Дискография

### Альбом
| Год  | Детали                                                                       |
| ---- | ---------------------------------------------------------------------------- |
| 2004 | Happy Love Sick - UK релиз: 13 июля - US релиз: 6 сентября - Label: Maverick |

### Синглы
| Год  | Название                                                  | Номер позиции | Номер позиции | Номер позиции | Номер позиции | Номер позиции | Номер позиции | Номер позиции | Номер позиции | Номер позиции | Номер позиции | Номер позиции | Альбом          |
| Год  | Название                                                  | ITA           | UK            | SWE           | SWI           | FRA           | AUS           | NLD           | GER           | NZ            | US            | US Top 40     | Альбом          |
| ---- | --------------------------------------------------------- | ------------- | ------------- | ------------- | ------------- | ------------- | ------------- | ------------- | ------------- | ------------- | ------------- | ------------- | --------------- |
| 2002 | «Starry Eyed Surprise» (Пол Окенфолд feat. Шифти Шеллшок) | —             | 6             | —             | —             | —             | 37            | 41            | —             | 19            | 41            | 13            | Happy Love Sick |
| 2004 | «Slide Along Side»                                        | 11            | 29            | 36            | 42            | 45            | 48            | 24            | 63            | —             | —             | 38            | Happy Love Sick |
| 2004 | «Turning Me On»                                           | —             | —             | —             | —             | —             | —             | —             | —             | —             | —             | —             | Happy Love Sick |

## Фильмография
Бинзер сыграл эпизодическую роль в фильме 1994 года «Клиффорд» и главную роль в короткометражном фильме «Уилоуби (англ. Willowbee)» 2004 года. Бинзер также появился в фильме 2005 года «Суета и движение». В 1995 году он принял участие в сериале «Охотники за акулами». Он также появился в фильме 2016 года «Мёртвый 7 (англ. Dead 7)».